# Världsmästerskapet i fotboll 1966
Världsmästerskapet i fotboll 1966 spelades i England i juli 1966. England blev världsmästare hemma på Wembley Stadium efter finalseger över Västtyskland. Det krävdes dock förlängning för att avgöra finalen sedan Västtyskland genom Wolfgang Weber kvitterat till 2–2 i sista ordinarie matchminuten. I förlängningen gjorde Geoff Hurst två mål vilket gav England segern. Hursts 3–2-mål är än idag omdebatterat. Bollen gick via ribban ner på mållinjen innan tyskarna rensade undan den och det är osäkert om den var inne. Domaren dömde efter konfererande med linjedomaren att det var mål och sedan kunde Hurst i slutminuten blir historisk tremålsskytt. Andra profiler i det engelska världsmästarlaget var målvakten Gordon Banks, Bobby Moore och Bobby Charlton.
En överraskning i turneringen var Italiens tidiga sorti. Laget förlorade med 1–0 mot Nordkorea, som därmed tog andraplatsen i gruppen, bakom Sovjetunionen, och gick till kvartsfinal. De dubbla regerande världsmästarna Brasilien åkte även de hem efter ett gruppspel med ett stundtals brutalt spel som inte passade de tekniska Brasilienspelarna. Det brutala spelet gjorde att laget delvis fick klara sig utan världsstjärnan Pelé, som skadades i en av gruppmatcherna. Brasilien skulle dock komma tillbaka redan 1970, där Pelé sedan blev en av finalhjältarna.

## Kvalspel
74 lag deltog i kvalspelet till VM 1966, och spelade om 14 platser till mästerskapet. England, som värdnation, och Brasilien, som regerande mästare, var automatiskt kvalificerade för världsmästerskapet, vilket innebar att totalt 16 lag skulle deltaga vid slutturneringen.
De 16 platserna delades ut som följande:
- Europa (Uefa): 10 direktplatser, varav 1 gick till värdnationen England, vilket lämnade kvar 9 platser, som 32 länder spelade om (inkluderande Israel och Syrien).
- Sydamerika (Conmebol): 4 direktplatser, varav 1 plats gick till de 2-faldigt regerande mästarna Brasilien, vilket lämnade 3 platser kvar att tävla om. Nio lag tävlade om de resterande platserna.
- Nordamerika, Centralamerika och Västindien (Concacaf): 1 plats, som 10 länder spelade om.
- Afrika (Caf) och Asien (AFC): 1 plats, som 18 länder spelade om (inkluderande Australien från Oceanien).

## Spelorter
| England 1966                                                              | England 1966                                                              | England 1966                                  | England 1966                         |
| ------------------------------------------------------------------------- | ------------------------------------------------------------------------- | --------------------------------------------- | ------------------------------------ |
| London Manchester Liverpool Sunderland Middlesbrough Birmingham Sheffield | London Manchester Liverpool Sunderland Middlesbrough Birmingham Sheffield | Birmingham                                    | Liverpool                            |
| London Manchester Liverpool Sunderland Middlesbrough Birmingham Sheffield | London Manchester Liverpool Sunderland Middlesbrough Birmingham Sheffield | Villa Park Kapacitet:55 000                   | Goodison Park Kapacitet: 70 000      |
| London Manchester Liverpool Sunderland Middlesbrough Birmingham Sheffield | London Manchester Liverpool Sunderland Middlesbrough Birmingham Sheffield | London                                        |                                      |
| London Manchester Liverpool Sunderland Middlesbrough Birmingham Sheffield | London Manchester Liverpool Sunderland Middlesbrough Birmingham Sheffield | Wembley Stadium (1923–2000) Kapacitet:100 000 | White City Stadium Kapacitet: 76 567 |
| Manchester                                                                | Middlesbrough                                                             | Sheffield                                     | Sunderland                           |
| Old Trafford Kapacitet: 42 730                                            | Ayresome Park Kapacitet: 40 310                                           | Hillsborough Stadium Kapacitet: 42 730        | Roker Park Kapacitet: 40 310         |

## Domare
| Europa (UEFA) - John Adair (Nordirland) - Tofik Bakhramov (Sovjetunionen) - Leo Callaghan (Wales) - Fernandes Joaquim Campos (Portugal) - Ken Dagnall (England) - Gottfried Dienst (Schweiz) - Jim Finney (England) | - Karol Galba (Tjeckoslovakien) - Juan Gardeazábal Garay (Spanien) - Rudolf Kreitlein (Västtyskland) - Concetto Lo Bello (Italien) - Bertil Lööw (Sverige) - George McCabe (England) - Hugh Phillips (Skottland) - Dimitar Rumentchev (Bulgarien) | - Pierre Schwinte (Frankrike) - Kurt Tschenscher (Västtyskland) - Konstantin Zečević (Jugoslavien) - István Zsolt (Ungern) Afrika (CAF) - Aly Hussein Kandil (Förenade arabemiraten) | Asien (AFC) - Menachem Ashkenazi (Israel) Sydamerika (CONMEBOL) - José María Codesal (Uruguay) - Roberto Goicoechea (Argentina) - Armando Marques (Brasilien) - Arturo Yamasaki Maldonado (Peru) |

## Gruppspel
| Urna 1: Sydamerika                        | Urna 2: Europa                                           | Urna 3: Latineuropa                         | Urna 4: Övriga                                |
| ----------------------------------------- | -------------------------------------------------------- | ------------------------------------------- | --------------------------------------------- |
| - Brasilien - Argentina - Chile - Uruguay | - England (värd) - Ungern - Sovjetunionen - Västtyskland | - Frankrike - Portugal - Spanien - Italien  | - Bulgarien - Nordkorea - Mexiko - Schweiz    |
| Grupp 1                                   | Grupp 2                                                  | Grupp 3                                     | Grupp 4                                       |
| - England - Frankrike - Mexiko - Uruguay  | - Argentina - Schweiz - Spanien - Västtyskland           | - Brasilien - Bulgarien - Portugal - Ungern | - Chile - Italien - Nordkorea - Sovjetunionen |

16 lag delades in i fyra grupper om fyra lag i respektive grupp, via lottning. Lottningsgrupperna delades in efter världsregioner: Sydamerika, nordeuropa, latineuropa och resterande länder.
De två bäst placerade lagen i varje grupp gick vidare till utslagsspelet (kvartsfinal).

### Grupp 1
| Nr | Lag       | S | V | O | F | GM | IM | MS | P |
| -- | --------- | - | - | - | - | -- | -- | -- | - |
| 1  | England   | 3 | 2 | 1 | 0 | 4  | 0  | +4 | 5 |
| 2  | Uruguay   | 3 | 1 | 2 | 0 | 2  | 1  | +1 | 4 |
| 3  | Mexiko    | 3 | 0 | 2 | 1 | 1  | 3  | −2 | 2 |
| 4  | Frankrike | 3 | 0 | 1 | 2 | 2  | 5  | −3 | 1 |

|  | 11 juli, 19:30 | England | 0 – 0 | Uruguay | Wembley Stadium, London |  |
|  |                |         |       |         |                         |  |
|  |                |         |       |         |                         |  |
|  |                |         |       |         |                         |  |

|  | 13 juli, 19:30 | Frankrike | 1 – 1 | Mexiko | Wembley Stadium, London |  |
|  |                |           |       |        |                         |  |
|  |                |           |       |        |                         |  |
|  |                |           |       |        |                         |  |

|  | 15 juli, 19:30 | Uruguay | 2 – 1 | Frankrike | White City Stadium, London |  |
|  |                |         |       |           |                            |  |
|  |                |         |       |           |                            |  |
|  |                |         |       |           |                            |  |

|  | 16 juli, 15:00 | England | 2 – 0 | Mexiko | Wembley Stadium, London |  |
|  |                |         |       |        |                         |  |
|  |                |         |       |        |                         |  |
|  |                |         |       |        |                         |  |

|  | 19 juli, 16:30 | Mexiko | 0 – 0 | Uruguay | Wembley Stadium, London |  |
|  |                |        |       |         |                         |  |
|  |                |        |       |         |                         |  |
|  |                |        |       |         |                         |  |

|  | 20 juli, 19:30 | England | 2 – 0 | Frankrike | Wembley Stadium, London |  |
|  |                |         |       |           |                         |  |
|  |                |         |       |           |                         |  |
|  |                |         |       |           |                         |  |

### Grupp 2
| Nr | Lag          | S | V | O | F | GM | IM | MS | P |
| -- | ------------ | - | - | - | - | -- | -- | -- | - |
| 1  | Västtyskland | 3 | 2 | 1 | 0 | 7  | 1  | +6 | 5 |
| 2  | Argentina    | 3 | 2 | 1 | 0 | 4  | 1  | +3 | 5 |
| 3  | Spanien      | 3 | 1 | 0 | 2 | 4  | 5  | −1 | 2 |
| 4  | Schweiz      | 3 | 0 | 0 | 3 | 1  | 9  | −8 | 0 |

|  | 12 juli, 19:30 | Västtyskland | 5 – 0 | Schweiz | Hillsborough Stadium, Sheffield |  |
|  |                |              |       |         |                                 |  |
|  |                |              |       |         |                                 |  |
|  |                |              |       |         |                                 |  |

|  | 13 juli, 19:30 | Argentina | 2 – 1 | Spanien | Villa Park, Birmingham |  |
|  |                |           |       |         |                        |  |
|  |                |           |       |         |                        |  |
|  |                |           |       |         |                        |  |

|  | 15 juli, 19:30 | Spanien | 2 – 1 | Schweiz | Hillsborough Stadium, Sheffield |  |
|  |                |         |       |         |                                 |  |
|  |                |         |       |         |                                 |  |
|  |                |         |       |         |                                 |  |

|  | 16 juli, 15:00 | Argentina | 0 – 0 | Västtyskland | Villa Park, Birmingham |  |
|  |                |           |       |              |                        |  |
|  |                |           |       |              |                        |  |
|  |                |           |       |              |                        |  |

|  | 19 juli, 19:30 | Argentina | 2 – 0 | Schweiz | Hillsborough Stadium, Sheffield |  |
|  |                |           |       |         |                                 |  |
|  |                |           |       |         |                                 |  |
|  |                |           |       |         |                                 |  |

|  | 20 juli, 19:30 | Västtyskland | 2 – 1 | Spanien | Villa Park, Birmingham |  |
|  |                |              |       |         |                        |  |
|  |                |              |       |         |                        |  |
|  |                |              |       |         |                        |  |

### Grupp 3
| Nr | Lag       | S | V | O | F | GM | IM | MS | P |
| -- | --------- | - | - | - | - | -- | -- | -- | - |
| 1  | Portugal  | 3 | 3 | 0 | 0 | 9  | 2  | +7 | 6 |
| 2  | Ungern    | 3 | 2 | 0 | 1 | 7  | 5  | +2 | 4 |
| 3  | Brasilien | 3 | 1 | 0 | 2 | 4  | 6  | −2 | 2 |
| 4  | Bulgarien | 3 | 0 | 0 | 3 | 1  | 8  | −7 | 0 |

|  | 12 juli, 19:30 | Brasilien | 2 – 0 | Bulgarien | Goodison Park, Liverpool |  |
|  |                |           |       |           |                          |  |
|  |                |           |       |           |                          |  |
|  |                |           |       |           |                          |  |

|  | 13 juli, 19:30 | Portugal | 3 – 1 | Ungern | Old Trafford, Manchester |  |
|  |                |          |       |        |                          |  |
|  |                |          |       |        |                          |  |
|  |                |          |       |        |                          |  |

|  | 15 juli, 19:30 | Ungern | 3 – 1 | Brasilien | Goodison Park, Liverpool |  |
|  |                |        |       |           |                          |  |
|  |                |        |       |           |                          |  |
|  |                |        |       |           |                          |  |

|  | 16 juli, 15:00 | Portugal | 3 – 0 | Bulgarien | Old Trafford, Manchester |  |
|  |                |          |       |           |                          |  |
|  |                |          |       |           |                          |  |
|  |                |          |       |           |                          |  |

|  | 19 juli, 19:30 | Portugal | 3 – 1 | Brasilien | Goodison Park, Liverpool |  |
|  |                |          |       |           |                          |  |
|  |                |          |       |           |                          |  |
|  |                |          |       |           |                          |  |

|  | 20 juli, 19:30 | Ungern | 3 – 1 | Bulgarien | Old Trafford, Manchester |  |
|  |                |        |       |           |                          |  |
|  |                |        |       |           |                          |  |
|  |                |        |       |           |                          |  |

### Grupp 4
| Nr | Lag           | S | V | O | F | GM | IM | MS | P |
| -- | ------------- | - | - | - | - | -- | -- | -- | - |
| 1  | Sovjetunionen | 3 | 3 | 0 | 0 | 6  | 1  | +5 | 6 |
| 2  | Nordkorea     | 3 | 1 | 1 | 1 | 2  | 4  | −2 | 3 |
| 3  | Italien       | 3 | 1 | 0 | 2 | 2  | 2  | 0  | 2 |
| 4  | Chile         | 3 | 0 | 1 | 2 | 2  | 5  | −3 | 1 |

|  | 12 juli, 19:30 | Sovjetunionen | 3 – 0 | Nordkorea | Ayresome Park, Middlesbrough |  |
|  |                |               |       |           |                              |  |
|  |                |               |       |           |                              |  |
|  |                |               |       |           |                              |  |

|  | 13 juli, 19:30 | Italien | 2 – 0 | Chile | Roker Park, Sunderland |  |
|  |                |         |       |       |                        |  |
|  |                |         |       |       |                        |  |
|  |                |         |       |       |                        |  |

|  | 15 juli, 19:30 | Chile | 1 – 1 | Nordkorea | Ayresome Park, Middlesbrough |  |
|  |                |       |       |           |                              |  |
|  |                |       |       |           |                              |  |
|  |                |       |       |           |                              |  |

|  | 16 juli, 15:00 | Sovjetunionen | 1 – 0 | Italien | Roker Park, Sunderland |  |
|  |                |               |       |         |                        |  |
|  |                |               |       |         |                        |  |
|  |                |               |       |         |                        |  |

|  | 19 juli, 19:30 | Nordkorea | 1 – 0 | Italien | Ayresome Park, Middlesbrough |  |
|  |                |           |       |         |                              |  |
|  |                |           |       |         |                              |  |
|  |                |           |       |         |                              |  |

|  | 20 juli, 19:30 | Sovjetunionen | 2 – 1 | Chile | Roker Park, Sunderland |  |
|  |                |               |       |       |                        |  |
|  |                |               |       |       |                        |  |
|  |                |               |       |       |                        |  |

## Slutspel

### Slutspelsträd
|  | Kvartsfinaler        | Kvartsfinaler       |                  |   | Semifinaler | Semifinaler |  |  | Final | Final |
|  |                      |                     |                  |   |             |             |  |  |       |       |
|  | 23 juli – London     |                     |                  |   |             |             |  |  |       |       |
|  |                      |                     |                  |   |             |             |  |  |       |       |
|  | England              | 1                   |                  |   |             |             |  |  |       |       |
|  | England              | 1                   | 26 juli – London |   |             |             |  |  |       |       |
|  | Argentina            | 0                   |                  |   |             |             |  |  |       |       |
|  | Argentina            | 0                   | England          | 2 |             |             |  |  |       |       |
|  | 23 juli – Liverpool  |                     | England          | 2 |             |             |  |  |       |       |
|  |                      | Portugal            | 1                |   |             |             |  |  |       |       |
|  | Portugal             | Portugal            | 1                | 5 |             |             |  |  |       |       |
|  | Portugal             |                     | 30 juli – London | 5 |             |             |  |  |       |       |
|  | Nordkorea            | 3                   |                  |   |             |             |  |  |       |       |
|  | Nordkorea            | 3                   | England (e.f.)   | 4 |             |             |  |  |       |       |
|  | 23 juli – Sheffield  |                     | England (e.f.)   | 4 |             |             |  |  |       |       |
|  |                      | Västtyskland        | 2                |   |             |             |  |  |       |       |
|  | Västtyskland         | Västtyskland        | 2                | 4 |             |             |  |  |       |       |
|  | Västtyskland         | 25 juli – Liverpool |                  | 4 |             |             |  |  |       |       |
|  | Uruguay              | 0                   |                  |   |             |             |  |  |       |       |
|  | Uruguay              | 0                   | Västtyskland     | 2 |             |             |  |  |       |       |
|  | 23 juli – Sunderland |                     | Västtyskland     | 2 |             |             |  |  |       |       |
|  |                      | Sovjetunionen       | 1                |   | Bronsmatch  | Bronsmatch  |  |  |       |       |
|  | Sovjetunionen        | Sovjetunionen       | 1                | 2 | Bronsmatch  | Bronsmatch  |  |  |       |       |
|  | Sovjetunionen        |                     | 28 juli – London | 2 |             |             |  |  |       |       |
|  | Ungern               | 1                   |                  |   |             |             |  |  |       |       |
|  | Ungern               | 1                   | Portugal         | 2 |             |             |  |  |       |       |
|  |                      |                     |                  |   |             |             |  |  |       |       |
|  | Sovjetunionen        | 1                   |                  |   |             |             |  |  |       |       |
|  | Sovjetunionen        | 1                   |                  |   |             |             |  |  |       |       |

### Kvartsfinaler
| 25    | 23 juli | England   | 1 – 0           | Argentina | Wembley Stadium                                           |                                                           |
| 15:00 | 15:00   | Hurst 78′ | (0 – 0) Rapport |           | London Publik: 90 000 Domare: Rudolf Kreitlein (Tyskland) | London Publik: 90 000 Domare: Rudolf Kreitlein (Tyskland) |
| 15:00 | 15:00   |           |                 |           | London Publik: 90 000 Domare: Rudolf Kreitlein (Tyskland) | London Publik: 90 000 Domare: Rudolf Kreitlein (Tyskland) |
| 15:00 | 15:00   |           |                 |           | London Publik: 90 000 Domare: Rudolf Kreitlein (Tyskland) | London Publik: 90 000 Domare: Rudolf Kreitlein (Tyskland) |

| 26    | 23 juli | Västtyskland                               | 4 – 0           | Uruguay | Hillsborough Stadium                                  |                                                       |
| 15:00 | 15:00   | Haller 11′, 83′ Beckenbauer 70′ Seeler 75′ | (1 – 0) Rapport |         | Sheffield Publik: 34 000 Domare: Jim Finney (England) | Sheffield Publik: 34 000 Domare: Jim Finney (England) |
| 15:00 | 15:00   |                                            |                 |         | Sheffield Publik: 34 000 Domare: Jim Finney (England) | Sheffield Publik: 34 000 Domare: Jim Finney (England) |
| 15:00 | 15:00   |                                            |                 |         | Sheffield Publik: 34 000 Domare: Jim Finney (England) | Sheffield Publik: 34 000 Domare: Jim Finney (England) |

| 27    | 23 juli | Sovjetunionen             | 2 – 1           | Ungern   | Roker Park                                                         |                                                                    |
| 15:00 | 15:00   | Chislenko 5′ Porkujan 46′ | (1 – 0) Rapport | Bene 57′ | Sunderland Publik: 26 844 Domare: Juan Gardeazábal Garay (Spanien) | Sunderland Publik: 26 844 Domare: Juan Gardeazábal Garay (Spanien) |
| 15:00 | 15:00   |                           |                 |          | Sunderland Publik: 26 844 Domare: Juan Gardeazábal Garay (Spanien) | Sunderland Publik: 26 844 Domare: Juan Gardeazábal Garay (Spanien) |
| 15:00 | 15:00   |                           |                 |          | Sunderland Publik: 26 844 Domare: Juan Gardeazábal Garay (Spanien) | Sunderland Publik: 26 844 Domare: Juan Gardeazábal Garay (Spanien) |

| 28    | 23 juli | Portugal                                                  | 5 – 3           | Nordkorea                                              | Goodison Park                                                |                                                              |
| 15:00 | 15:00   | Eusébio 27′, 43′ (str.), 56′, 59′ (str.) José Augusto 80′ | (2 – 3) Rapport | Pak Seung-Zin 1′ Lee Dong-Woon 22′ Yang Seung-Kook 25′ | Liverpool Publik: 51 780 Domare: Menachem Ashkenazi (Israel) | Liverpool Publik: 51 780 Domare: Menachem Ashkenazi (Israel) |
| 15:00 | 15:00   |                                                           |                 |                                                        | Liverpool Publik: 51 780 Domare: Menachem Ashkenazi (Israel) | Liverpool Publik: 51 780 Domare: Menachem Ashkenazi (Israel) |
| 15:00 | 15:00   |                                                           |                 |                                                        | Liverpool Publik: 51 780 Domare: Menachem Ashkenazi (Israel) | Liverpool Publik: 51 780 Domare: Menachem Ashkenazi (Israel) |

### Semifinaler
| 29    | 25 juli | Västtyskland               | 2 – 1           | Sovjetunionen | Goodison Park                                                |                                                              |
| 19:30 | 19:30   | Haller 42′ Beckenbauer 67′ | (1 – 0) Rapport | Porkujan 88′  | Liverpool Publik: 38 300 Domare: Concetto Lo Bello (Italien) | Liverpool Publik: 38 300 Domare: Concetto Lo Bello (Italien) |
| 19:30 | 19:30   |                            |                 |               | Liverpool Publik: 38 300 Domare: Concetto Lo Bello (Italien) | Liverpool Publik: 38 300 Domare: Concetto Lo Bello (Italien) |
| 19:30 | 19:30   |                            |                 |               | Liverpool Publik: 38 300 Domare: Concetto Lo Bello (Italien) | Liverpool Publik: 38 300 Domare: Concetto Lo Bello (Italien) |

| 30    | 26 juli | England              | 2 – 1           | Portugal           | Wembley Stadium                                           |                                                           |
| 19:30 | 19:30   | B. Charlton 30′, 80′ | (1 – 0) Rapport | Eusébio 82′ (str.) | London Publik: 95 000 Domare: Pierre Schwinte (Frankrike) | London Publik: 95 000 Domare: Pierre Schwinte (Frankrike) |
| 19:30 | 19:30   |                      |                 |                    | London Publik: 95 000 Domare: Pierre Schwinte (Frankrike) | London Publik: 95 000 Domare: Pierre Schwinte (Frankrike) |
| 19:30 | 19:30   |                      |                 |                    | London Publik: 95 000 Domare: Pierre Schwinte (Frankrike) | London Publik: 95 000 Domare: Pierre Schwinte (Frankrike) |

### Bronsmatch
| 31    | 28 juli | Portugal                      | 2 – 1           | Sovjetunionen | Wembley Stadium                                     |                                                     |
| 19:30 | 19:30   | Eusébio 12′ (str.) Torres 89′ | (1 – 1) Rapport | Malofeyev 43′ | London Publik: 88 000 Domare: Ken Dagnall (England) | London Publik: 88 000 Domare: Ken Dagnall (England) |
| 19:30 | 19:30   |                               |                 |               | London Publik: 88 000 Domare: Ken Dagnall (England) | London Publik: 88 000 Domare: Ken Dagnall (England) |
| 19:30 | 19:30   |                               |                 |               | London Publik: 88 000 Domare: Ken Dagnall (England) | London Publik: 88 000 Domare: Ken Dagnall (England) |

### Final
| 32    | 30 juli | England                          | 4 – 2 (e.fl.)   | Västtyskland         | Wembley Stadium                                          |                                                          |
| 15:00 | 15:00   | Hurst 18′, 101′, 120′ Peters 78′ | (1 – 1) Rapport | Haller 12′ Weber 89′ | London Publik: 98 000 Domare: Gottfried Dienst (Schweiz) | London Publik: 98 000 Domare: Gottfried Dienst (Schweiz) |
| 15:00 | 15:00   |                                  |                 |                      | London Publik: 98 000 Domare: Gottfried Dienst (Schweiz) | London Publik: 98 000 Domare: Gottfried Dienst (Schweiz) |
| 15:00 | 15:00   |                                  |                 |                      | London Publik: 98 000 Domare: Gottfried Dienst (Schweiz) | London Publik: 98 000 Domare: Gottfried Dienst (Schweiz) |

## Statistik

### Målskyttar
9 mål
- Eusébio

6 mål
- Helmut Haller

4 mål
| - Geoff Hurst | - Valeriy Porkujan | - Ferenc Bene | - Franz Beckenbauer |

3 mål
| - Luis Artime - Bobby Charlton | - Roger Hunt - José Augusto | - José Torres | - Eduard Malofeyev |

2 mål
| - Rubén Marcos - Pak Seung-Zin | - Igor Chislenko | - Kálmán Mészöly | - Uwe Seeler |

1 mål
| - Ermindo Onega - Garrincha - Pelé - Rildo - Tostão - Georgi Asparuhov - Martin Peters | - Héctor De Bourgoing - Gérard Hausser - Paolo Barison - Sandro Mazzola - Enrique Borja - Lee Dong-Woon - Pak Doo-Ik | - Yang Sung-Kook - António Simões - René-Pierre Quentin - Anatoliy Banishevskiy - Amancio - Josep Maria Fusté - Pirri | - Manuel Sanchís - János Farkas - Julio César Cortés - Pedro Rocha - Lothar Emmerich - Sigfried Held - Wolfgang Weber |

Självmål
- Ivan Davidov för Ungern
- Ivan Vutsov för Portugal